# 3 Drezdeńska Brygada Pancerna

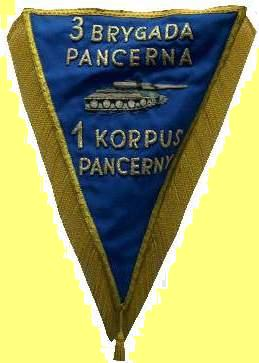
Proporczyk 3 Drezdeńskiej Brygady Pancernej

3 Drezdeńska Brygada Pancerna (3 BPanc) – oddział broni pancernej ludowego Wojska Polskiego.

## Formowanie
Formowanie jednostki brygady rozpoczęto 1 sierpnia 1944 roku, we wsi Strehlówka (ukr. Скраглівка), położonej na północny zachód od Berdyczowa, na mocy dyrektywy Nr 3/2496/org. Sztabu Generalnego Armii Czerwonej z dnia 14 lipca 1944 roku i wydanego na jej podstawie rozkazu ogólnego Nr 0153 dowódcy Armii Polskiej w ZSRR z dnia 15 lipca 1944 roku.
3 BPanc była jedną z trzech brygad pancernych wchodzących w skład 1 Drezdeńskiego Korpusu Pancernego. Zorganizowana została w oparciu o sowieckie etaty Nr 010/500 – 010/506 samodzielnej brygady pancernej (ros. Отдельная танковая бригада) z listopada 1943 roku. Nadany został jej numer poczty polowej "46086". Poza strukturą organizacyjną i według odrębnego etatu funkcjonował Oddział Informacji 3 Brygady Pancernej.
6 sierpnia 1944 roku brygada otrzymała pierwszy sprzęt pancerny – trzy transportery opancerzone Universal Carrier Mk I. Pod koniec sierpnia tego roku jednostka dyslokowana została z Ukrainy do rejonu Sawina. W październiku 1944 roku, w Grabowie, żołnierze brygady złożyli przysięgę. W styczniu 1945 jednostka otrzymała fabrycznie nowe czołgi średnie T-34/85 oraz sześć lekkich przeciwlotniczych dział samobieżnych M 17.

## Obsada personalna dowództwa
Dowódcy:
- p.o. mjr Wasyl Siergiejew (29 sierpnia – 22 września 1944 r.)[1]
- płk Grzegorz Nikiforow ros. Григорий Никифоров (22 września 1944 r. – 25 kwietnia 1945 r.)[1]
- ppłk Aleksander Ruskiewicz[2] (25 kwietnia 1945 r. do końca wojny)[1]

Zastępca dowódcy do spraw liniowych
- mjr Wasyl Siergiejew (od 22 września 1944 r. do końca wojny)[1]

Zastępca dowódcy do spraw technicznych
- płk T. G. Mukowoz (od 1 września 1944 r. do końca wojny)

Zastępcy dowódcy do spraw politycznych:
- kpt. Zygmunt Płużniak (od 8 września – 15 grudnia 1944 r.)[1]
- p.o. kpt. Henryk Barcharz (od 30 grudnia 1944 r. do końca wojny)[1]

Zastępca dowódcy do spraw tyłów:
- mjr B. Borowik

Szefowie sztabu:
- mjr Aleksander Rusakiewicz (od 10 sierpnia 1944 r. – 25 kwietnia 1945 r.)[1]
- ppłk Władysław Rajkiewicz (od 25 kwietnia 1945 r. do końca wojny)[1]

## Struktura organizacyjna brygady
- dowództwo
- kompania dowodzenia
- trzy bataliony czołgów T-34/85
- batalion piechoty zmotoryzowanej
- kompania przeciwlotniczych karabinów maszynowych
- kompania technicznego zabezpieczenia
- pluton medyczno-sanitarny

## Marsze i działania bojowe
Wiosną 1945 roku brygada wzięła udział w operacji łużyckiej, a następnie praskiej. W toku pierwszej z nich walczyła w bitwie pod Budziszynem. Szlak bojowy zakończyła w Mielniku. Za udział w wojnie odznaczona Krzyżem Grunwaldu III klasy.
|  |  |  |  |  |

## Kamuflaż i oznakowanie wozów
Wozy bojowe malowano farbą olejną koloru ciemnozielonego. Poszczególne pojazdy mogły różnić się odcieniem, a nawet i kolorem.
Jeśli okoliczności tego wymagały, malowano pojazdy w nieregularne plamy różnej wielkości i kształtu. Obok podstawowego koloru wykorzystywano brąz, czerń lub piaskowy. Taki sposób malowania stosowano jednak sporadycznie.
Zimą wozy bojowe malowano na biało, tzw. bielidłem. Biel nakładano bezpośrednio na ochronną farbę zieloną, przy czym pokrywano nią albo cały pojazd, albo też tylko część jego powierzchni, tworząc nieregularne plamy deformujące kształt. Zamiast farby mogło być używane wapno.
Na wieży malowano orła. Stylizowany, aczkolwiek znacznie uproszczony kształt orła wzorowany był na orle piastowskim. Wysokość orła wahała się od 20 do 40 cm. Znak orła był umieszczony w kole zakreślonym jedną linią białą, dwoma liniami lub też grubą, białą linią przerywaną. Kolejność i miejsce malowania znaku orła oraz numerów taktycznych były podawane w rozkazie dowódcy danej jednostki.
Oznakowanie taktyczne
W 1 KPanc do systemu oznakowania taktycznego włączono również znak godła państwowego. Ponieważ w trzech brygadach pancernych w przyjętym systemie, mimo zastosowania pewnych zróżnicowań, zdarzały się te same numery, o przynależności pojazdu do określonej brygady mówił nie tylko numer, ale także i rodzaj godła oraz miejsce, w którym je namalowano.

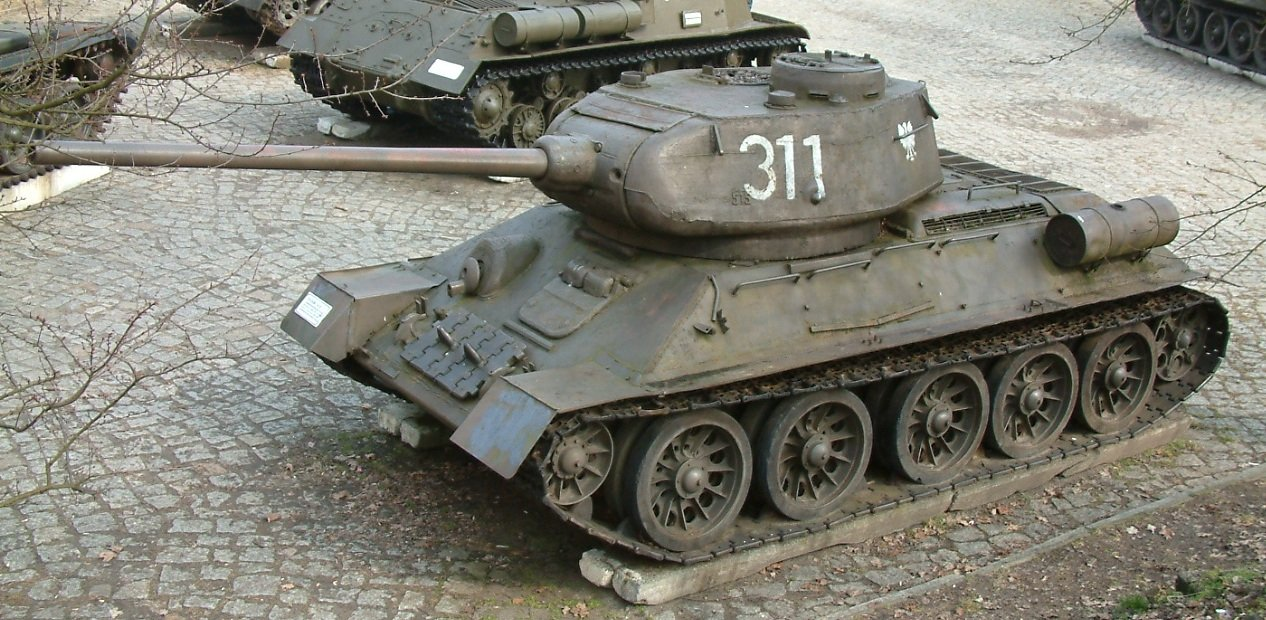
Czołg podstawowy brygady T-34/85

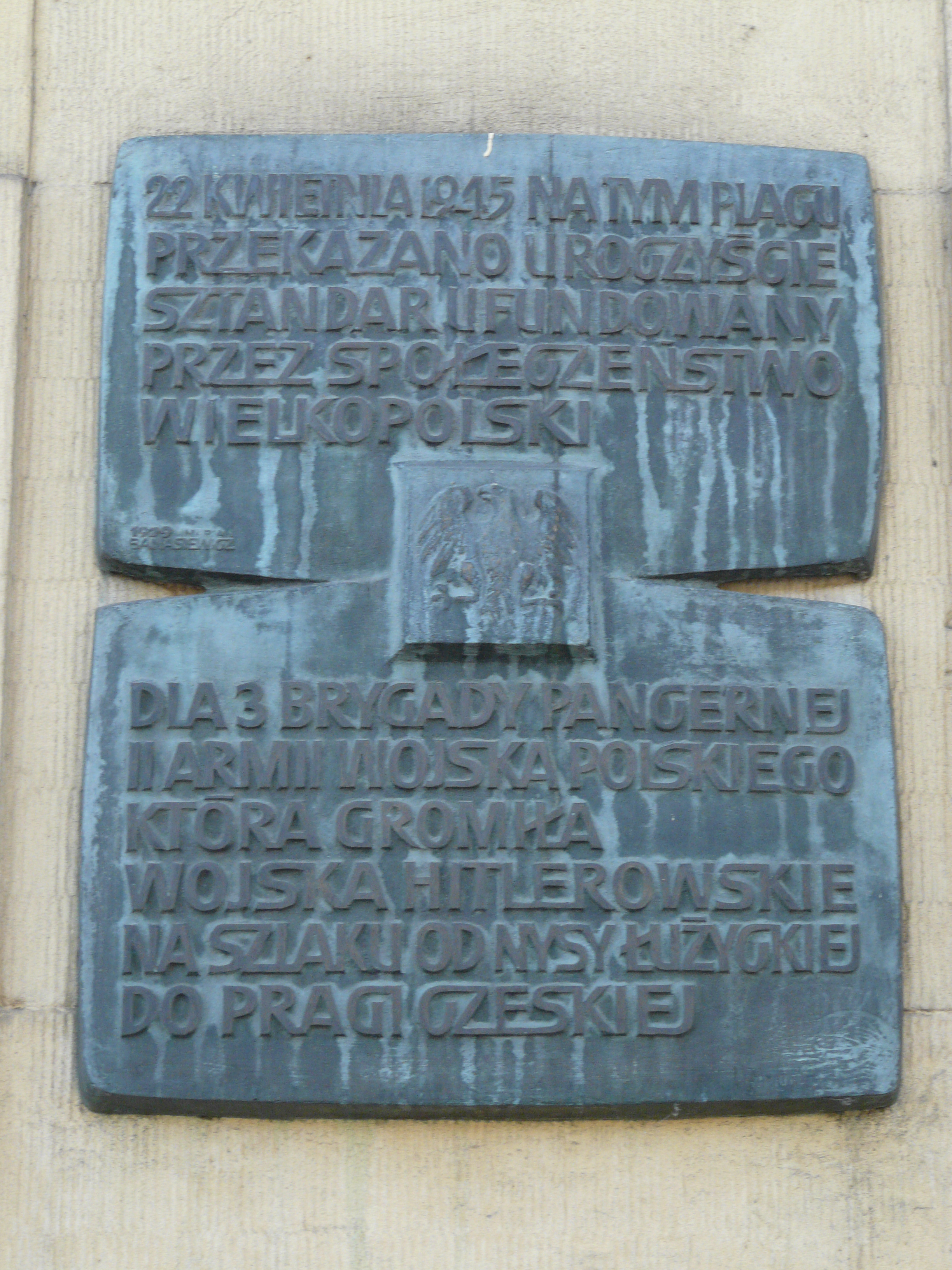
Tablica upamiętniająca Brygadę

Numery taktyczne brygady
dowództwo
2 czołgi T-34-85 — 300, 301
- 1 batalion — dowódca — 311
  - 1 kompania — dowódca — 1111
    - 1 pluton — 1112, 1113, 1114
    - 2 pluton — 1121, 1122, 1123
    - 3 pluton — 1131, 1132, 1133

  - 2 kompania — dowódca — 1211
    - 1 pluton — 1212, 1213, 1214
    - 2 pluton — 1221, 1222, 1223
    - 3 pluton — 1231, 1232, 1233
- 2 batalion — dowódca 312
  - 1 kompania — dowódca — 2311
    - 1 pluton — 2312, 2313, 2314
    - 2 pluton — 2321, 2322, 2324
    - 3 pluton — 2331, 2332, 2333

  - 2 kompania — dowódca — 2411
    - 1 pluton — 2412, 2413, 2414
    - 2 pluton — 2421, 2422, 2423
    - 3 pluton — 2431, 2432, 2433

- 3 batalion — dowódca — 313
  - 1 kompania — dowódca — 3511
    - 1 pluton — 3512, 3513, 3514
    - 2 pluton — 3521, 3522, 3523
    - 3 pluton — 3531, 3532, 3533

  - 2 kompania — dowódca — 3611
    - 1 pluton — 3612, 3613, 3614
    - 2 pluton — 3621, 3622, 3623
    - 3 pluton — 3631, 3632, 3633

## Brygada po wojnie
Po zakończeniu wojny brygada stacjonowała w garnizonie Opole. Po rozformowaniu 1 KPanc podporządkowana została bezpośrednio dowódcy Okręgu Wojskowego "Śląsk". W lutym 1946 brygada przeformowana została w 6 Pułk Czołgów Ciężkich, który dwa lata później dyslokowany został do garnizonu Bolesławiec.
Pod koniec 1955 roku 6 Pułk Czołgów Ciężkich, stacjonujący wówczas w Biedrusku, wyłączony został ze składu 2 Korpusu Pancernego, przeformowany w 34 Drezdeński Batalion Czołgów i Artylerii Pancernej i podporządkowany dowódcy Śląskiego Okręgu Wojskowego. Latem 1961 roku batalion ten został rozformowany, a nazwę wyróżniającą "Drezdeński" przejął 22 Pułk Czołgów Średnich z Żagania.
Na podstawie rozkazu Nr 07/MON Ministra Obrony Narodowej z dnia 4 maja 1967 roku 22 Drezdeński Pułk Czołgów Średnich przejął dziedzictwo tradycji 3 BPanc i przemianowany został na 3 Drezdeński Pułk Czołgów Średnich. 31 marca 1990 roku pułk został rozformowany.
Z dniem 15 sierpnia 1995 roku dziedzictwo tradycji 3 BPanc przejął 3 batalion czołgów 10 Brygady Kawalerii Pancernej ze Świętoszowa. Aktualnie, po rozformowaniu 3 bcz, tradycje 3 BPanc kontynuuje 24 batalion Ułanów im. Hetmana Wielkiego Koronnego Stanisława Żółkiewskiego 10 BKPanc.

## Sztandar brygady
Sztandar został ufundowany przez społeczeństwo Poznania i wręczony bezpośrednio po wojnie.
Opis sztandaru:
Płat o wymiarach 94 x 94 cm obszyty złotym galonem i złotą frędzlą, przymocowany do drzewca za pomocą jedenastu kółek i stalowego pręta. Drzewce z jasnego politurowanego drewna, złączonego z dwóch części za pomocą okuć stalowych niklowanych. Na drzewcu dwadzieścia sześć srebrnych gwoździ pamiątkowych. Głowica w kształcie orła wspartego na cokole skrzynkowym z napisem: "MIASTO POZNAŃ".
Strona główna:
Czerwony krzyż kawalerski, pola między ramionami krzyża białe. Pośrodku haftowany srebrną nicią orzeł w otoku wieńca laurowego haftowanego złotą nicią. Ponad orłem i pod nim napisy haftowane złotą nicią: "HONOR I OJCZYZNA" i "ZA NASZĄ I WASZĄ WOLNOŚĆ".
Strona odwrotna:
Krzyż kawalerski barwy pomarańczowej, pola między ramionami krzyża granatowe. Pośrodku haftowany kolorową nicią herb Poznania w otoku wieńca. Nad herbem haftowany złotą nicią napis: "3 BRYGADA PANCERNA", na dolnym ramieniu krzyża: "I KORPUSU". Na granatowych polach, u dołu, haftowana złotą nicią data: "22.IV.1945", w otoku wieńców laurowych.
Brygada odznaczona została Orderem Krzyża Grunwaldu III kl.